# Onsala
Onsala uttal (fil) är en tätort på Onsalahalvön i Kungsbacka kommun i Hallands län och kyrkbyn i Onsala socken.

## Etymologi
Onsala var under 1000-talet en viktig plats för vikingarna, eftersom en offerlund låg där Onsala kyrka är placerad nu. Platsen kallades för Odens sal och det är därifrån namnet Onsala har sitt ursprung.

## Historia
Onsala blev under 1900-talet populärt för sommarboende. Småhusbebyggelsen ökade kraftigt under 1950- och 1960-talen. När motorvägen från Göteborg blev färdig på 1970-talet började sommarstugorna byggas om till året runt-bostäder. Sedan dess har också flera orter vuxit samman till dagens Onsala, och bland annat Gottskär ingår i tätorten.
Historiskt sett är Onsala en sjöfararbygd känd för sina redare och kaptensgårdar.
Under 1920- och 30-talet hölls roadracingtävlingarna Onsala TT på orten.

### Befolkningsutveckling
| Befolkningsutvecklingen i Onsala 1990–2020 | Befolkningsutvecklingen i Onsala 1990–2020 | Befolkningsutvecklingen i Onsala 1990–2020 | Befolkningsutvecklingen i Onsala 1990–2020 | Befolkningsutvecklingen i Onsala 1990–2020 |
| --- | ------------------------------------------ | ------------------------------------------ | ------------------------------------------ | ------------------------------------------ |
| |                                            |                                            |                                            |                                            |
| År |                                            |                                            | Folkmängd                                  | Areal (ha)                                 |
| 1990 | 1990                                       |                                            | 517                                        | 66                                         |
| 1995 | 1995                                       |                                            | 6 352                                      | 667                                        |
| 2000 | 2000                                       |                                            | 6 893                                      | 673                                        |
| 2005 | 2005                                       |                                            | 11 375                                     | 1 044                                      |
| 2010 | 2010                                       |                                            | 11 951                                     | 1 053                                      |
| 2015 | 2015                                       |                                            | 12 275                                     | 1 323                                      |
| 2020 | 2020                                       |                                            | 12 415                                     | 1 347                                      |
| Anm.: Oskarsberg ny tätort 1990. Sammanvuxen med tätorten Vickan samt småorterna Forsbäck och Kungsbacka:13 1995. Nytt namn Onsala. Sammanvuxen med tätorten Gottskär 2005 och småorten Viken 2015 samt 2023 med Bassås och Högås och Sjötorp. |                                            |                                            |                                            |                                            |

## Samhället
Onsala kyrka ligger här.
Gottskärs hamn är ett välbesökt turistmål med gästhamn.

## Personer från orten
En av de mest kända gårdarna är Gatan, belägen på sydöstra delen av halvön. Här föddes och levde kaparkaptenen Lars Gathenhielm, känd som Lasse i Gatan, under skiftet mellan 1600- och 1700-talen. Tillsammans med majblommans skapare Beda Hallberg är han kanske den mest kända personen från Onsala.